# BATON
Il BATON è un cifrario a blocchi utilizzato dal governo degli Stati Uniti d'America per proteggere tutti i tipi di informazione classificata. È utilizzato principalmente come algoritmo crittografico integrato in dispositivi per trasmissione dati.
Il BATON lavora su blocchi di dati di 128 bit con chiavi lunghe 320 bit. In realtà la lunghezza effettiva della chiave è pari a 160 bit in quanto viene utilizzato una somma di controllo, tipicamente un hash. Questo ridimensionamento non inficia la sicurezza stessa dell'algoritmo ma, anzi, previene l'utilizzo di chiavi non autorizzate nel caso un dispositivo basato sul BATON finisca nelle mani di un malintenzionato. Il BATON è molto veloce: in prove condotte su hardware di test la velocità dell'algoritmo è risultata essere 5 volte superiore a quella del TripleDES.

## Utilizzo
Il BATON è usato in diversi prodotti e standard:
- APCO Project 25 (Standard pubblico per dispositivi radio terrestri) (ID dell'algoritmo 01 e 41)
- PKCS#11 (Standard pubblico per token crittografici)
- CDSA/CSSM (Un altro standard pubblico)
- HAIPE-IS (Versione dell'IPsec sviluppata dall'NSA)
- FNBDT (Protocollo flessibile avanzato di sicurezza per comunicazioni voce)
- Thales Datacryptor 2000 (Un dispositivo britannico per la cifratura delle reti)
- SecNet-11 (Scheda crittografica 802.11b per PC basata sul Sierra II, un chip crittografico sviluppato da Harrys Corporation[1].
- Fortezza Plus (Una scheda per PC utilizzata nel Secure Terminal Equipment, il telefono crittografico del governo statunitense)
- SafeXcel-3340 (Il dispositivo di crittazione delle reti HAIPE)
- Numerosi altri moduli crittografici integrati